# Evarcha chubbi
Evarcha chubbi là một loài nhện trong họ Salticidae.
Loài này thuộc chi Evarcha. Evarcha chubbi được Roger de Lessert miêu tả năm 1925.